# Hessova matice
Hessova matice (též Hesseho matice) je v matematice představována čtvercovou maticí druhých parciálních derivací skalární funkce.
Za předpokladu, že existují všechny parciální derivace druhého řádu funkce {\displaystyle f(x_{1},x_{2},...,x_{n})}, má Hessova matice tvar
{\displaystyle H(f)={\begin{pmatrix}{\frac {\partial ^{2}f}{\partial x_{1}^{2}}}&{\frac {\partial ^{2}f}{\partial x_{1}\partial x_{2}}}&\cdots &{\frac {\partial ^{2}f}{\partial x_{1}\partial x_{n}}}\\{\frac {\partial ^{2}f}{\partial x_{2}\partial x_{1}}}&{\frac {\partial ^{2}f}{\partial x_{2}^{2}}}&\cdots &{\frac {\partial ^{2}f}{\partial x_{2}\partial x_{n}}}\\\vdots &\vdots &\ddots &\vdots \\{\frac {\partial ^{2}f}{\partial x_{n}\partial x_{1}}}&{\frac {\partial ^{2}f}{\partial x_{n}\partial x_{2}}}&\cdots &{\frac {\partial ^{2}f}{\partial x_{n}^{2}}}\end{pmatrix}}}
Tato matice nese jméno matematika Ludwiga Hesse.

## Vlastnosti
- Je-li funkce {\displaystyle f(x_{1},x_{2},...,x_{n})} v bodě {\displaystyle A} dvakrát spojitě derivovatelná, pak je v tomto bodě Hessova matice symetrická. (Schwarzova věta)
- Determinant Hessovy matice nazýváme hessián.